# Фюзелаж
Фюзелаж (на френски: fuselage, от fuseau – вретено) е наименование на тяло (корпус) на летателен апарат (самолет). Френското наименования е прието в английски език – fuselage, в руски език – фюзеляж  и в авиационния речник на много други държави. В авиационната литература на български език се използва и наименованието тяло, но с определение за какво се отнася (летателен апарат, самолет, хеликоптер и т.н.). Предназначението му е да вмества екипажа, пътниците, пренасяните товари, както и оборудването за управление и контрол на самолета. В зависимост от вида на летателния апарат, в него може да се монтират резервоарите за гориво, устройството за излитане и кацане и двигателя. Конструктивно са обезпечени надеждни връзки с другите елементи на самолета – крилете и оперението с хоризонталния и вертикалния стабилизатор или с центроплан с мотогондолите и колесника (шасито).

## Характерни форми на фюзелажите
В зависимост от предназначението на самолета и скоростните му характеристики, фюзелажът има характерна аеродинамична форма, позволяваща достигането на конструктивно заложените аеродинамични характеристики.
|                                                                    |
| 1: Фюзелаж на самолет за дозвукова скорост                         |
| 2: Фюзелаж на самолет за свръхзвукова скорост                      |
| 3: Фюзелаж на самолет за дозвукова скорост с голям капацитет       |
| 4: Фюзелаж на самолет за свръхзвукова скорост и висока маневреност |
| 5: Фюзелаж на самолет тип „летяща лодка“                           |
| 6: Фюзелаж на самолет за свръхзвукова скорост                      |

Освен профилът, за фюзелажа е характерно и напречното сечение. Цилиндричното сечение или такова с малка елипсовидност на фюзелажа е механично устойчиво и се използва най-често. По отношение на аеродинамиката то обезпечава добра обтекаемост и малко челно съпротивление. Спортните и акробатичните самолети се произвеждат с късо тяло, товарните и военно-транспортните самолети се произвеждат с високо разположено оперение и товарен люк в опашната част. Приети са термините теснофюзелажен и широкофюзлажен самолет, които са критерии за размера на напречното сечение, косвено характеризират обема на фюзелажа и се отнасят предимно за гражданските и военно-транспортните самолети.

## Изисквания към конструкцията
Фюзелажът като конструкция е характерен за стандартната конструктивна самолетна схема – тяло на самолета, двигатели, криле, оперение и устройство за излитане и кацане. В самолети от типа „летящо крило“ конструкцията на фюзелажа е част от удебелението на крилото. Като основна конструкция в летателния апарат, фюзелажът трябва да обезпечи в силово отношение всички други елементи на самолета в процеса на експлоатация при нормален полет и при екстремни натоварвания. Тези високи якостни изисквания трябва да се обезпечават при противоречащи си условия с минимална маса на фюзелажа. Освен изискванията за надеждно закрепване и съгласуване на силовите схеми на фюзелажа със силовите схеми на присъединените елементи от самолета, към този конструктивен елемент се предявяват и специални изисквания за разположението на оборудването, товарите и горивото, така че по време на полет да не се променя съществено центровката на самолета. Последното обезпечава висока стабилност на характеристиките за устойчивост и управляемост. Конструкцията трябва да позволява достъп до инсталациите за оглед и ремонт, да обезпечава удобства на пътниците и екипажа, да се обслужва лесно с товарене и разтоварване и да осигурява възможност за бързо напускане при аварийна ситуация.

## Конструкция
В историческото развитие на самолета са усъвършенствани както фюзелажът, така и останалите компановащи елементи. Това е ставало с натрупания опит, нови конструктивни и технологични решения и особено със създаването и използването на нови конструкционни материали.

### Фюзелаж тип фермена конструкция
Фермената конструкция на фюзелажа (на английски: box truss), представлява пространствена греда, добре позната като структура и проектиране с оразмеряване на натоварванията и опасните сечения. Затова с такава пространствена кутия от надлъжни и напречни елементи – греди, стабилизирани с кабелни обтяжки (при самолета Блерио XI от струни за пиано), е започнало строенето на самолети. Такава фермена конструкция е използвана до средата на 1930-те години, използва се за евтини самолетни конструкции и в любителското самолетостроене. Основни строителни материали са дърво и шперплат. В съвременните конструкции се използват метални тръби – заварени или скрепени с нитови или винтови връзки. Обшивката на такива фюзелажи основно е от плат, шперплат или тънки алуминиеви листа в някои зони на тялото.
В съвременните конструкции фюзелажите се изграждат с няколко основни надлъжни носещи греди, наричани лонжерони, напречни укрепващи греди и напречни елементи с формата на фюзелажа, наричани шпангоути. В руската техническа терминология тази конструкция се нарича балочно-лонжеронный фюзелаж. Заедно с носещите лонжерони се поставят надлъжно и т. нар. стрингери, които по сечение са значително по-малки от лонжероните и служат само за създаване профила на формата на тялото и за закрепване на обшивката. Всички натоварвания и усукващи моменти по време на полет се поемат от лонжероните. Стрингерите и обшивката не участват в създаването якостта на конструкцията.

### Фюзелаж тип монокок
Конструкцията на фюзелаж тип монокок (на английски: monocoque; на руски: балочно-обшивочный), представлява тръба със слоеста структура с обтекаема форма на пресечен конус. Произвежда се чрез огъване и лепене на листов материал (шперплат) върху форма. Първият самолет с подобна конструкция придобил световна известност е Депердюсан Монокок (Deperdussin Monocoque) на френския конструктор Депердюсан. В самолета са вложени нови идеи и едната от тях е фюзелажът монокок. Направен е като тръба от слоеве 4 mm шперплат с обтекаема овална форма. С този самолет през 1913 година се поставя рекорд на скорост от 200 km/h, надминат едва 10 години по-късно, и се спечелва първото място в надпреварата на хидроплани за купа Шнайдер. С тяло от този тип транспортният самолет Локхийд Вега 5б, (Lockheed Vega 5b), друг шампион, също поставя рекорди. От втората половина на ХХ век за изготвянето на подобни фюзелажи се използват нови материали. Технологията на напластяване върху една изработена форма се прилага с плат от фибростъкло и полиестерна или епоксидна смола. Това позволява да се постигне с голяма точност желаната форма. Този материал и типа фюзелаж се използва при направата на леки и свръхлеки самолети, поради достъпната цена.
Слоестата конструкция на фюзелажа е устойчива на натоварвания, но не е приложима за самолети с много отвори в корпуса – врати, товарни отвори, прозорци, поради проблеми със здравината на конструкцията. Прилагането на специално усилване в местата на тези опасни сечения, променя принципа на монокока.
Използването на композитни материали и производството на сглобяеми секции за големите пътнически самолети налага използването отново тази конструктивна схема с изменения, като се въвеждат усилващи елементи.

### Фюзелаж тип полумонокок
Фюзелажът от типа полумонокок (на английски: semi-monocoque; на руски: балочно-стрингерный) е основна конструктивна схема за строените понастоящем самолети. Конструкцията на корпус от този вид е съставен от много на брой надлъжни стрингери и напречно поставени шпангоути, усилени в опасните сечения за конструкцията. Обшивката здраво е закрепена за надлъжните и напречни елементи. Устойчивостта на носещата конструкция на външни въздействия и поместения в самолета товар, се осъществява едновременно и от трите конструктивни елемента – стрингери, шпангоути и обшивка. Технологично това е схема пригодна на производство на самолети с алуминиеви фюзелажи в големи серии. Използването на масивните шпангоути позволяват корпусите да се изработват като отделни модули и да се монтират един към друг в сборен монтажен цех. Такава технологична форма е използвана от самолетостроителите на известните Дъглас DC-2, DC-3 и бомбардировача В-17. Прилага се и при вграждане на нови материали в самолетните конструкции.

### Фюзелаж геодезическа конструкция
Тази механична конструкция (на английски: geodesic airframe, геодезически корпус) е създадена от английския авиоконструктор Барнс Уолис (Barnes Wallis)(1887 – 1979). Използвал е възможността, прилагана в геодезията и трангулацията, дъги да се пресичат и да обхващат една пространствена обемна форма. Така е създадена една силово устойчива конструкция с лека структура приложима в авиацията. Спирално разположените елементи и надлъжните стрингери обезпечават силово конструкцията и разрушаването на обшивката и част от механичната структура не водят до разрушаването на самолета по време на полет. Тази конструкция е приложена при производството на бомбардировачите на самолетостроителната фирма Викерс (Vickers-Armstrongs Limited) по време на Втората световна война. Макар да се изработва по-трудно, тя е устойчива по време на бойни действия и тежко повредени самолети успешно се приземяват.